# Ljudmila Georgievna Karačkina
| Asteroidi scoperti: 131                                                                                          | Asteroidi scoperti: 131 | Asteroidi scoperti: 131 |
| --- | ----------------------- | ----------------------- |
| 2892 Filipenko                                                                                                   | 13 gennaio 1983         |                         |
| 3063 Makhaon | 4 agosto 1983           |                         |
| 3067 Akhmatova                                                                                                   | 14 ottobre 1982         | [1]                     |
| 3068 Khanina | 23 dicembre 1982        |                         |
| 3215 Lapko | 23 gennaio 1980         |                         |
| 3286 Anatoliya                                                                                                   | 23 gennaio 1980         |                         |
| 3345 Tarkovskij                                                                                                  | 23 dicembre 1982        |                         |
| 3437 Kapitsa | 20 ottobre 1982         |                         |
| 3453 Dostoevsky                                                                                                  | 27 settembre 1981       |                         |
| 3469 Bulgakov | 21 ottobre 1982         |                         |
| 3508 Pasternak                                                                                                   | 21 febbraio 1980        |                         |
| 3511 Tsvetaeva                                                                                                   | 14 ottobre 1982         | [1]                     |
| 3516 Rusheva | 21 ottobre 1982         |                         |
| 3620 Platonov | 7 settembre 1981        |                         |
| 3623 Chaplin | 4 ottobre 1981          |                         |
| 3624 Mironov | 14 ottobre 1982         | [1]                     |
| 3668 Ilfpetrov                                                                                                   | 21 ottobre 1982         |                         |
| 3669 Vertinskij                                                                                                  | 21 ottobre 1982         |                         |
| 3675 Kemstach | 23 dicembre 1982        |                         |
| 3750 Ilizarov | 14 ottobre 1982         |                         |
| 3772 Piaf | 21 ottobre 1982         |                         |
| 3946 Shor | 5 marzo 1983            |                         |
| 3982 Kastel' | 2 maggio 1984           |                         |
| 4017 Disneya | 21 febbraio 1980        |                         |
| 4071 Rostovdon                                                                                                   | 7 settembre 1981        |                         |
| 4075 Sviridov | 14 ottobre 1982         |                         |
| 4080 Galinskij                                                                                                   | 4 agosto 1983           |                         |
| 4258 Ryazanov | 1º settembre 1987       |                         |
| 4475 Voitkevich                                                                                                  | 20 ottobre 1982         |                         |
| 4483 Petöfi | 9 settembre 1986        |                         |
| 4556 Gumilyov | 27 agosto 1987          |                         |
| 4625 Shchedrin                                                                                                   | 20 ottobre 1982         |                         |
| 4626 Plisetskaya                                                                                                 | 23 dicembre 1984        |                         |
| 4741 Leskov | 10 novembre 1985        |                         |
| 4785 Petrov | 17 dicembre 1984        |                         |
| 4861 Nemirovskij                                                                                                 | 27 agosto 1987          |                         |
| 4928 Vermeer | 21 ottobre 1982         |                         |
| 4940 Polenov | 18 agosto 1986          |                         |
| 4996 Veisberg | 11 agosto 1986          |                         |
| 4997 Ksana | 6 ottobre 1986          |                         |
| 5021 Krylania | 13 novembre 1982        |                         |
| 5093 Svirelia | 14 ottobre 1982         |                         |
| 5094 Seryozha | 20 ottobre 1982         |                         |
| 5199 Dortmund | 7 settembre 1981        |                         |
| 5234 Sechenov | 4 novembre 1989         |                         |
| 5247 Krylov | 20 ottobre 1982         |                         |
| 5316 Filatov | 21 ottobre 1982         |                         |
| 5324 Lyapunov | 22 settembre 1987       |                         |
| 5421 Ulanova | 14 ottobre 1982         | [1]                     |
| 5422 Hodgkin | 23 dicembre 1982        |                         |
| 5465 Chumakov | 9 settembre 1986        |                         |
| 5615 Iskander | 4 agosto 1983           |                         |
| 5666 Rabelais | 14 ottobre 1982         |                         |
| 5676 Voltaire | 9 settembre 1986        |                         |
| 5717 Damir | 20 ottobre 1982         |                         |
| 5759 Zoshchenko                                                                                                  | 22 gennaio 1980         |                         |
| 5808 Babel' | 27 agosto 1987          |                         |
| 5896 Narrenschiff                                                                                                | 12 novembre 1982        |                         |
| 5902 Talima | 27 agosto 1987          |                         |
| 5941 Valencia | 20 ottobre 1982         |                         |
| 5944 Utesov | 2 maggio 1984           |                         |
| 6032 Nobel | 4 agosto 1983           |                         |
| 6172 Prokofeana                                                                                                  | 14 ottobre 1982         |                         |
| 6592 Goya | 3 ottobre 1986          |                         |
| 6763 Kochiny | 7 settembre 1981        |                         |
| 6766 Kharms | 20 ottobre 1982         |                         |
| 6767 Shirvindt                                                                                                   | 6 gennaio 1983          |                         |
| 6821 Ranevskaya                                                                                                  | 29 settembre 1986       |                         |
| 7109 Heine | 1º settembre 1983       |                         |
| 7113 Ostapbender                                                                                                 | 29 settembre 1986       |                         |
| 7223 Dolgorukij                                                                                                  | 14 ottobre 1982         | [1]                     |
| 7558 Yurlov | 14 ottobre 1982         |                         |
| 7581 Yudovich | 14 novembre 1990        |                         |
| 7632 Stanislav                                                                                                   | 20 ottobre 1982         |                         |
| 7633 Volodymyr                                                                                                   | 21 ottobre 1982         |                         |
| 7741 Fedoseev | 1º settembre 1983       |                         |
| 7995 Khvorostovsky                                                                                               | 4 agosto 1983           |                         |
| 7996 Vedernikov                                                                                                  | 1º settembre 1983       |                         |
| 8142 Zolotov | 20 ottobre 1982         |                         |
| 8332 Ivantsvetaev                                                                                                | 14 ottobre 1982         | [1]                     |
| 8811 Waltherschmadel                                                                                             | 20 ottobre 1982         |                         |
| 8812 Kravtsov | 20 ottobre 1982         |                         |
| 8816 Gamow | 17 dicembre 1984        |                         |
| 8822 Shuryanka                                                                                                   | 1º settembre 1987       |                         |
| 9005 Sidorova | 20 ottobre 1982         |                         |
| 9006 Voytkevych                                                                                                  | 21 ottobre 1982         |                         |
| 9532 Abramenko                                                                                                   | 7 settembre 1981        |                         |
| 9539 Prishvin | 21 ottobre 1982         |                         |
| 9540 Mikhalkov                                                                                                   | 21 ottobre 1982         |                         |
| 9737 Dudarova | 29 settembre 1986       |                         |
| 9834 Kirsanov | 14 ottobre 1982         |                         |
| 9927 Tyutchev | 3 ottobre 1981          |                         |
| 10012 Tmutarakania                                                                                               | 3 settembre 1978        | [3]                     |
| 10031 Vladarnolda                                                                                                | 7 settembre 1981        |                         |
| 10049 Vorovich                                                                                                   | 3 ottobre 1986          |                         |
| 10090 Sikorsky                                                                                                   | 13 ottobre 1990         | [2]                     |
| 10287 Smale | 21 ottobre 1982         |                         |
| 10324 Vladimirov                                                                                                 | 14 novembre 1990        |                         |
| 10712 Malashchuk                                                                                                 | 20 ottobre 1982         |                         |
| 10713 Limorenko                                                                                                  | 22 ottobre 1982         |                         |
| 10721 Tuterov | 17 agosto 1986          |                         |
| 11269 Knyr | 26 agosto 1987          |                         |
| 11796 Nirenberg                                                                                                  | 21 febbraio 1980        |                         |
| 12214 Miroshnikov                                                                                                | 7 settembre 1981        |                         |
| 12220 Semenchur                                                                                                  | 20 ottobre 1982         |                         |
| 12235 Imranakperov                                                                                               | 9 settembre 1986        |                         |
| 12686 Bezuglyj                                                                                                   | 3 ottobre 1986          |                         |
| 13488 Savanov | 14 ottobre 1982         |                         |
| 13489 Dmitrienko                                                                                                 | 20 ottobre 1982         |                         |
| 13492 Vitalijzakharov                                                                                            | 27 dicembre 1984        |                         |
| 14814 Gurij | 7 settembre 1981        |                         |
| 14818 Mindeli | 21 ottobre 1982         |                         |
| 14829 Povalyaeva                                                                                                 | 3 ottobre 1986          |                         |
| 15691 Maslov | 14 ottobre 1982         |                         |
| 18334 Drozdov | 2 settembre 1987        |                         |
| 19119 Dimpna | 27 settembre 1981       |                         |
| 19120 Doronina                                                                                                   | 6 agosto 1983           |                         |
| 19127 Olegefremov                                                                                                | 26 agosto 1987          |                         |
| 19952 Ashkinazi                                                                                                  | 20 ottobre 1982         |                         |
| 19994 Tresini | 13 ottobre 1990         | [2]                     |
| 22276 Belkin | 21 ottobre 1982         |                         |
| 24639 Mukhametdinov                                                                                              | 20 ottobre 1982         |                         |
| 24641 Enver | 1º settembre 1983       |                         |
| 26087 Zhuravleva                                                                                                 | 21 ottobre 1982         |                         |
| 29122 Vasadze | 24 dicembre 1982        |                         |
| 29125 Kyivphysfak                                                                                                | 17 dicembre 1984        |                         |
| 32770 Starchik                                                                                                   | 23 dicembre 1984        |                         |
| 42478 Inozemtseva                                                                                                | 7 settembre 1981        |                         |
| 43752 Maryosipova                                                                                                | 20 ottobre 1982         |                         |
| 65658 Gurnikovskaya                                                                                              | 20 ottobre 1982         |                         |
| 69261 Philaret                                                                                                   | 23 dicembre 1982        |                         |
| - [1] con Ljudmila Vasil'evna Žuravlёva - [2] con Galina Ričardovna Kastel' - [3] con Nikolaj Stepanovič Černych |                         |                         |

Ljudmila Georgievna Karačkina (in russo Людмила Георгиевна Карачкина? e in ucraino Людмила Георгіївна Карачкіна?, Ljudmyla Heorhiїvna Karačkina; Rostov sul Don, 3 settembre 1948) è un'astronoma sovietica di nazionalità russa e ucraina.
Nata nel 1948, ha lavorato dal 1978 all'Istituto di Astronomia Teorica a San Pietroburgo e successivamente all'Osservatorio astrofisico della Crimea.
Le è stato dedicato l'asteroide 8019 Karachkina.
Ha scoperto numerosi asteroidi, inclusi l'asteroide Amor 5324 Lyapunov e l'asteroide troiano 3063 Makhaon.